# Jan Hodshon

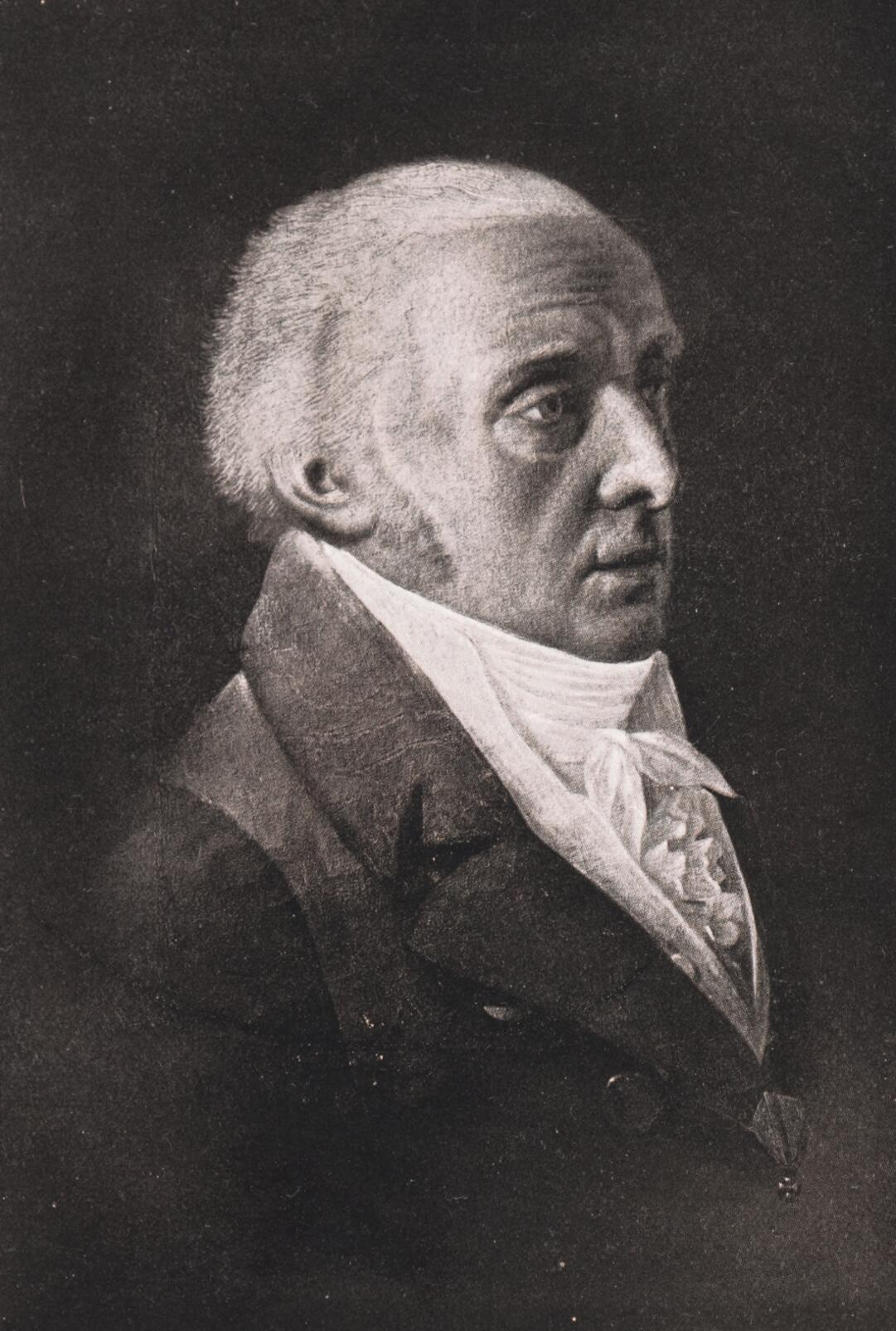
Jan Hodshon.jpg

Jan Hodshon (Amsterdam, 12 juli 1758 - Amsterdam, 25 februari 1827) was president van de De Nederlandsche Bank.
Hij was firmant van de firma Joan Hodshon. Toen De Nederlandsche Bank werd opgericht in 1814, was Hodshon een van de twee directeuren die door de Kroon krachtens een overgangsbepaling in het Octrooi zonder voordracht waren benoemd. Hij werd opgevolgd door de andere directeur die op deze wijze was benoemd, Jaques Teysset.